# Вход и выход
«Вход и выход» (англ. In & Out) — комедийный фильм режиссёра Фрэнка Оза. Рейтинг — PG-13.

## Сюжет
Ховард Брэкетт — уважаемый школьный преподаватель средних лет в маленьком американском городке, который готовится сочетаться узами брака со своей невестой Эмили, также школьной учительницей. В один из дней весь город смотрит по телевизору вручение кинопремии «Оскар», на которой среди номинантов Камерон Дрейк — уроженец городка, выпускник школы и ученик Ховарда. Камерон номинирован за роль солдата-гея в военной драме. Когда Камерон побеждает, он выходит на сцену и произносит традиционную благодарственную речь, в которой благодарит в том числе своего школьного учителя, Ховарда Брэкетта, и вдруг неожиданно для самого себя зачем-то говорит, что Ховард — гей.
Заявление Камерона повергает в шок Ховарда, его родных, близких, коллег, учеников — словом, весь городок. Ховард не гей, однако все моментально начинают «замечать» за ним странности — он старый холостяк, не замечен в ухаживании за женщинами, на своей возлюбленной он решил жениться уже в зрелом возрасте после очень долгих и «ненатурально» романтических ухаживаний, любит поэзию, обожает танцы и Барбару Стрейзанд, носит бабочку и чрезвычайно прихотливо одевается… В итоге у Ховарда возникают трудности с невестой, с друзьями, на работе… Кроме того, его начал «обрабатывать» известный открытый гей, тележурналист Питер Малой. Питер является активистом борьбы за права геев, уверен, что Ховард является геем, о чём сам не подозревает, настаивает, чтобы Ховард публично объявил о своей гомосексуальности, чтобы ему стало легче жить. Ну, а заодно это поможет Питеру сделать отличный сюжет и поддержать гей-движение.
Тем временем, до Камерона Дрейка доходит информация о том, какие последствия вызвал его спонтанный поступок на церемонии «Оскар», и актер отправляется в родной город, чтобы помочь Ховарду…
Тем временем, Ховард решительно отметает все подозрения, чтобы покончить со слухами, он ускоряет подготовку к свадьбе. Кульминацией истории становится церемония бракосочетания…

## В ролях
- Кевин Клайн — Ховард Брэкетт
- Джоан Кьюсак — Эмили Монтгомери, невеста Ховарда
- Том Селлек — Питер Малой, тележурналист-гей
- Мэтт Диллон — Камерон Дрейк
- Дебби Рейнолдс — Бернис, мать Ховарда
- Уилфорд Бримли — Френк, отец Ховарда
- Боб Ньюхарт — Том Хоилвей
- Грегори Джбара — Уолтер, брат Ховарда
- Шалом Харлоу — Соня
- Шон Хэтоси — Джек
- Зак Орт — Майк
- Лорен Эмброуз — Вики
- Александра Холден — Мередит
- Льюис Дж. Стэдлен— Эд Кенроу
- Дж. Смит-Камерон
- Дебора Раш

## Художественные особенности
- Хотя и в комедийной форме, в фильме поднимается проблема «Каминг-аута» и его неоднозначные оценки в обществе. Фрэнк Оз в интервью сообщал, что балансировал на тонкой грани, чтобы фильм не оскорблял и был достаточно шутливым, но в то же время не переходил границы[2].

## Номинации
Оскар—1998.
- Лучшая женская роль второго плана (Джоан Кьюсак).

Золотой глобус—1998.
- Лучшая мужская роль (комедия или мюзикл) (Кевин Клайн).
- Лучшая женская роль второго плана (Джоан Кьюсак)

MTV Movie Awards—1998.
- Лучший поцелуй (Кевин Клайн, Том Селлек)[3]

## Саундтрек
- I Will Survive, Глория Гейнор/
- Macho Man, Village People.